# Сасаби
Сасаби (лат. Damaliscus lunatus lunatus) је подврста топи антилопе (лат. Damaliscus lunatus), врсте из породице шупљорожаца (Bovidae).

## Угроженост
Ова подврста је наведена као последња брига, јер има широко распрострањење и честа је врста.